# Asarkina rufofasciata
Asarkina rufofasciata är en tvåvingeart som först beskrevs av Macquart 1850.  Asarkina rufofasciata ingår i släktet Asarkina och familjen blomflugor. Inga underarter finns listade i Catalogue of Life.